# Mołdawia na Mistrzostwach Świata w Lekkoatletyce 2011
Mołdawia na Mistrzostwach Świata w Lekkoatletyce 2011 – reprezentacja Mołdawii podczas czempionatu w Daegu liczyła 3 zawodników.

## Występy reprezentantów Mołdawii

### Mężczyźni

#### Konkurencje biegowe
| Konkurencja                   | Zawodnik      | Runda 1  | Runda 1 | Runda 2  | Runda 2 | Półfinał     | Półfinał | Finał        | Finał   |
| Konkurencja                   | Zawodnik      | Rezultat | Pozycja | Rezultat | Pozycja | Rezultat     | Pozycja  | Rezultat     | Pozycja |
| ----------------------------- | ------------- | -------- | ------- | -------- | ------- | ------------ | -------- | ------------ | ------- |
| Bieg na 3000 m z przeszkodami | Ion Luchianov |          |         |          |         | 8:23,88 (SB) | 15       | 8:19,69 (SB) | 8       |

### Kobiety

#### Konkurencje techniczne
| Konkurencja | Zawodnik         | Eliminacje | Eliminacje | Finał    | Finał   |  |  |
| Konkurencja | Zawodnik         | Rezultat   | Pozycja    | Rezultat | Pozycja |  |  |
| ----------- | ---------------- | ---------- | ---------- | -------- | ------- |  |  |
| Rzut młotem | Zalina Marghieva | 70,09 m    | 9          | 70,27 m  | 8       |  |  |
| Rzut młotem | Marina Marghieva | 67,95 m    | 17         |          |         |  |  |